# Pro Evolution Soccer 2009
Pro Evolution Soccer 2009 (förkortat PES 2009) är ett fotbollsspel i Pro Evolution Soccer serien gjord av Konami. Spelets omslag pryds av Lionel Messi. I vissa länder utgavs även en version med den mexikanska fotbollens pionjär Andrés Guardado med på omslaget.